# Machairotingis
Machairotingis is een geslacht van wantsen uit de familie van de Tingidae (Netwantsen). Het geslacht werd voor het eerst wetenschappelijk beschreven door Duarte Rodrigues in 1982.

## Soorten
Het genus bevat de volgende soorten:

- Machairotingis dispar Duarte Rodrigues, 1988
- Machairotingis pentameris Duarte Rodrigues, 1982